# HMS Alcide (1779)
Pour les autres navires du même nom, voir HMS Alcide.

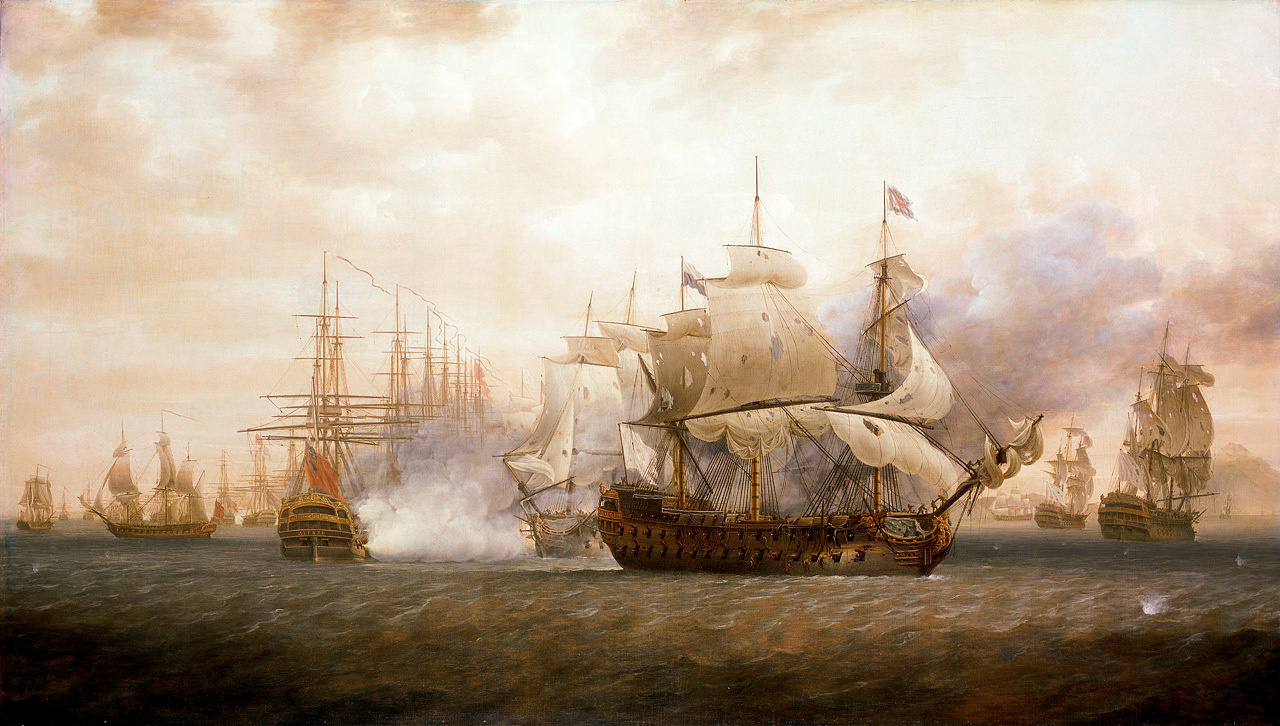
Le hms alcide à la bataille de st Kitts

Le HMS Alcide est un vaisseau de ligne de troisième rang de 74 canons de classe Albion. Il sert dans la Royal Navy à la fin du XVIIIe siècle et au début du XIXe siècle. Lancé le 30 juillet 1779 aux chantiers navals de Deptford Dockyard, il participe à la guerre d'indépendance des États-Unis.
Il est à la bataille du cap Saint-Vincent et au combat de la Martinique en 1780, et aux batailles de St. Kitts et des Saintes en 1782.
Le HMS Alcide est démantelé en 1817.

## Sources et bibliographie
- (en) Cet article est partiellement ou en totalité issu de l’article de Wikipédia en anglais intitulé « HMS Alcide (1779) » (voir la liste des auteurs).
- (en) Brian Lavery, The Ship of the Line - Volume 1: The development of the battlefleet 1650-1850, Conway Maritime Press, 2003,  (ISBN 0-85177-252-8).